# 松平頼前
松平 頼前（まつだいら よりさき）は、江戸時代中期の大名。常陸国府中藩7代藩主。官位は従四位下・右京大夫。

## 略歴
6代藩主・松平頼済の長男。母は以保（渡邉氏）。幼名は勇丸。諱を頼勇から頼前に改める。
宝暦2年（1752年）11月に世子となる。天明4年（1784年）、父の死去により跡を継いだ。寛政7年（1795年）9月10日、養嗣子の頼説に家督を譲って隠居し、文政7年（1824年）5月10日に82歳で死去した。
教養や蹴鞠に優れていたと言われており、蹴鞠では飛鳥井雅重の門下として紫組の冠懸を許された。

## 年表
※日付＝旧暦
- 1758年（宝暦8年）12月18日、従四位下雅楽頭に叙任。
- 1784年（天明4年）7月18日、家督相続し、常陸府中藩（茨城県石岡市）藩主を継承する。 12月16日、侍従兼任。
- 1795年（寛政7年）9月、隠居。右京大夫に転任。侍従如元。
- 1824年（文政7年）5月10日、卒去。法名は観浄院眞誉貞延理応。諡号は貞公。墓所は茨城県常陸太田市の瑞龍山

## 系譜
- 正室：品姫（瓊樹院） - 徳川宗勝七女
- 生母不明の子女
- 長男：恭丸
- 養子女
  - 男子：松平頼説 - 太田頼陽の長男
  - 女子：八重 - 太田頼陽の長女、田沼意信正室